# オッシュ (戦艦)
| 建造中のオッシュ   | |
| 艦歴               | |
| 発注               | ロリアン造船所 |
| 起工               | 1880年12月 |
| 進水               | 1886年9月29日 |
| 就役               | 1891年1月15日 |
| 退役               | 1908年4月 |
| その後             | 1913年12月2日、標的として沈没。 |
| 除籍               | 1911年5月標的艦に改造。 |
| 前級               | アミラル・ボーダン級 |
| 次級               | マルソー級 |
| 性能諸元（竣工時） | |
| 排水量             | 常備：6,224トン |
| 全長               | 105.6m 102.6m（水線長） |
| 全幅               | 20.0m |
| 吃水               | 8.5m |
| 機関               | 型式不明石炭専焼円筒缶8基 +直立型2段膨張式レシプロ4基2軸推進                                                                                       |
| 最大出力           | 12,300hp |
| 最大速力           | 16.0ノット |
| 航続距離           | 10ノット/4,700海里 |
| 燃料               | 800トン（石炭） |
| 乗員               | 714名 |
| 兵装               | 1881年型 34 cm（28口径）単装砲2基 1881年型 27 cm（28口径）単装砲2基 1881年型 14cm（30口径）単装砲18基 47mm回転式機砲10基 45cm水上魚雷発射管単装5基 |
| 装甲（鉄製）       | 舷側：350～450 mm（水線部）、80 mm（最上甲板部） 甲板：20～90mm（主甲板） 主砲：400mm（最大厚） 主砲バーベット：400mm                              |

オッシュ (Hoche) は、フランス海軍が建造した前弩級戦艦である。同型艦はない。
名称はフランス革命期の軍人ルイ＝ラザール・オッシュにちなむ。

## 概要
本艦は1879年度計画で建造された。沿岸防衛用の戦艦として設計されたため従来のフランス主力艦に比べて乾舷の高さが低められているのが外観上の特徴である。
また、本艦からフランス装甲艦の特徴である幅広い船体に特徴的なタンブル・ホーム型船体を採用したために最上甲板の面積が少なく、艦上構造物が上へ上へと多層化し始める兆候を見せ始めている。
このため復原性は悪化してトップヘビーとなり、その特異な外観も相まって国内外で嘲笑の的となってしまった。「高級ホテル（Grand hotel）」などのあだ名で呼ばれた。
1908年に退役し、1913年に戦艦ジョーレギベリと装甲巡洋艦ポテュオの砲撃により撃沈処分された。

## 艦形と武装

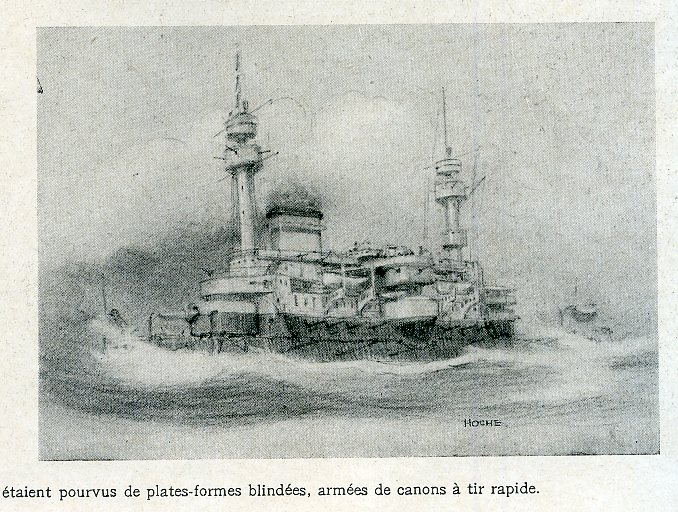
竣工時の本艦を描いたイラスト。

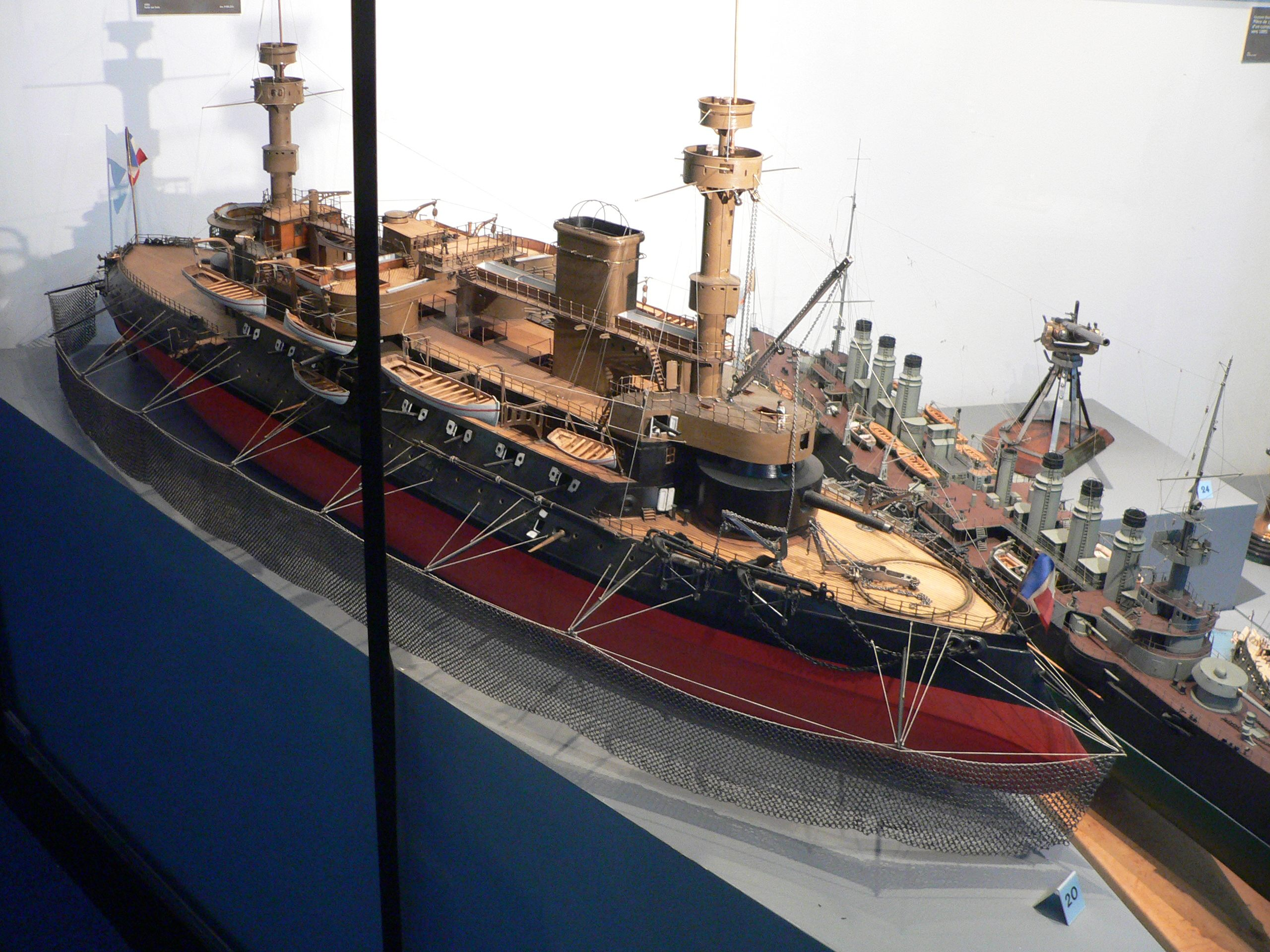
魚雷防御網を展開した状態の本艦の模型。

船体の基本形状は前艦と同じく艦首水面下に衝角をもつ船体の前後にミリタリー・マストを装備している。ミリタリーマストとはマストの上部あるいは中段に軽防御の見張り台を配置し、そこに37mm～47mmクラスの機関砲(速射砲)を配置した物である。これは、当時は水雷艇による奇襲攻撃を迎撃するために遠くまで見張らせる高所に対水雷撃退用の速射砲あるいは機関砲を置いたのが始まりである。形状の違いはあれど、この時代の列強各国の大型艦には必須の装備であった。
本艦のミリタリーマストは頂部には2段の見張り台があり、2段目に47mm回転式機砲が4基が配置され、後部ミリタリーマストも同形式で計4基が配置されたが、他に甲板上にも47mm回転式機砲が増設され計10基となった。煙突は箱型の1本煙突である。舷側装甲帯は全長をカバーし、水線部に350～450mm装甲を張り、その上から上甲板の端までを80mm装甲を張った。主甲板装甲は艦首尾部20mmから始まり中央部装甲は90mm装甲である。本艦の主砲は、フランス主力艦として初めて竣工時から完全な砲塔形式となり、最大厚400mm装甲からなる装甲板で覆われた。
主砲には新開発の「1881年型 34cm（28口径）砲」を単装砲塔収め、前後の甲板上に1基ずつを配置した。1番主砲塔の背後には露天式の航海艦橋、前部ミリタリーマスト、2本煙突の後部から後部ミリタリーマストの間は艦載艇置き場となっており、片舷3基ずつの長いアームを持つボート・ダビッドで運用される。船体中央部には副砲として新開発の「1881年型 27 cm（28口径）砲」が単装砲架で片舷1基ずつ計2基を配置した。他に対水雷艇用に「1881年型 14cm(30口径)砲」が単装砲架で18基を配置した。
対艦攻撃用に45cm水上魚雷発射管が単装で5基を搭載した。
本級は竣工後の1898年に近代化改装が行われ、復原性改善のために後部ミリタリー・マストを簡素な単脚檣に換えた。
機関は全換装され、ベルウィール式缶18基と直立型3段膨張型レシプロ機関2基となった。これに伴い大型の1本煙突を断面が楕円形の2本煙突を並列に配置する形式を採っている。
3基の主砲のうち中央部の27 cm砲はバーベットごと撤去され、跡地には舷側に配置されていた16cm砲を甲板上に新たに設けられた砲郭（ケースメイト）部に配置しなおされた。砲郭部の上は艦載艇置き場となり、片舷2基ずつ計4基のグース・ネック（鴨の首型）クレーンにより運用された。この改装で後部ミリタリーマストは小型化され、露天式の前部艦橋は、両側に船橋（ブリッジ）を持つ密閉型の航海艦橋が新たに設けられて外観が前弩級戦艦に近くなった。

## 機関
本艦に搭載された主機関は船体中央部の主要防御区画内部に配置した石炭専焼円缶8基に直立型2段膨張式レシプロ機関4基を2基ずつを直列に結合し2軸推進とした。これにより、最大出力は前級の9,000馬力から12,300馬力へと強化された。そのため、低乾舷の凌波性の落ちた船体でも速力は16ノットを維持できた。燃料の石炭は前級と変わらない800トン搭載された状態で10ノット巡航で3,000海里から4,700海里へと伸ばされ、航続性能はむしろ向上した。

## 参考図書
「世界の艦船増刊　フランス戦艦史」(海人社)